# Kupa na Sŭvet·skata armiya 1955
La Coppa dell'Esercito sovietico 1955 è stata la 10ª edizione di questo trofeo, e la 15ª in generale di una coppa nazionale bulgara di calcio,  terminata l'11 dicembre 1955. Il CSKA Sofia ha vinto il trofeo per la terza volta.

## Primo Turno
| Squadra 1        | Risultato   | Squadra 2         |
| ---------------- | ----------- | ----------------- |
| Černo More Varna | 2 – 1       | Spartak Varna     |
| Spartak Pleven   | 2 – 0       | Dobrudža          |
| Tundzha Yambol   | 1 – 0       | Pavlikeni         |
| Lokomotiv Sofia  | 8 – 1       | Pomorie           |
| Belasica Petrič  | 0 – 1       | Dinamo Plovdiv    |
| Minjor Pernik    | 0 – 4       | Spartak Sofia     |
| DNA Ruse         | 2 – 1       | Bdin              |
| Botev Plovdiv    | 4 – 1       | Septemvri Pleven  |
| VVS Sofia        | 3 – 2       | Levski Sofia      |
| Torpedo Pernik   | 1 – 2 (dts) | Lokomotiv Plovdiv |
| FK Etăr          | 1 – 3       | Spartak Plovdiv   |

## Ottavi di finale
| Squadra 1       | Risultato   | Squadra 2         |
| --------------- | ----------- | ----------------- |
| Slavia Sofia    | 2 – 1 (dts) | Zavod 12 Sofia    |
| Dunav Ruse      | 1 – 3 (dts) | Lokomotiv Plovdiv |
| DNA Ruse        | 3 – 1       | Svetkavica        |
| Botev Plovdiv   | 1 – 0       | Černo More Varna  |
| Haskovo         | 1 – 6       | CSKA Sofia        |
| Tundzha Yambol  | 1 – 6       | Lokomotiv Sofia   |
| VVS Sofia       | 0 – 1       | Dinamo Plovdiv    |
| Spartak Plovdiv | 3 – 1       | Spartak Sofia     |

## Quarti di finale
| Squadra 1         | Risultato   | Squadra 2      |
| ----------------- | ----------- | -------------- |
| Lokomotiv Plovdiv | 1 – 4       | CSKA Sofia     |
| Lokomotiv Sofia   | 2 – 3       | Botev Plovdiv  |
| Slavia Sofia      | 6 – 0       | DNA Ruse       |
| Spartak Plovdiv   | 1 – 1 (dts) | Dinamo Plovdiv |

### Primo Replay
| Squadra 1      | Risultato   | Squadra 2       |
| -------------- | ----------- | --------------- |
| Dinamo Plovdiv | 2 - 2 (dts) | Spartak Plovdiv |

### Secondo Replay
| Squadra 1       | Risultato | Squadra 2      |
| --------------- | --------- | -------------- |
| Spartak Plovdiv | 1 - 0     | Dinamo Plovdiv |

## Semifinali
| Squadra 1       | Risultato | Squadra 2     |
| --------------- | --------- | ------------- |
| Spartak Plovdiv | 1 – 0     | Slavia Sofia  |
| CSKA Sofia      | 4 – 2     | Botev Plovdiv |

## Finale
| Arbitro: | Yordan Takov |

|                                        |           |                       |
| Milanov 7’ 29’ 108’ Panajotov 97’ 113’ | Marcatori | 40’ Dushev 60’ Deshev |